# Burg Rauhenberg
Die Burg Rauhenberg ist eine Höhenburg (Wallanlage) auf 575 m ü. NHN an der Ostflanke des 621,3 Meter hohen Rauhenberges, unmittelbar an der Schweizer Grenze, drei Kilometer ostnordöstlich der Gemeinde Gailingen am Hochrhein im Landkreis Konstanz in Baden-Württemberg.
Die 80 Meter lange und 30 bis 55 breite Wallburg in Höhenlage wurde entweder in vorgeschichtlicher Zeit oder zwischen dem 8. und 10. Jahrhundert erbaut. Von der ehemaligen Anlage sind noch geringe Wall- und Grabenreste erhalten.